# Jacques Labrie
Pour les articles homonymes, voir Labrie.
Jacques Labrie, né le 4 janvier 1784 à Saint-Charles et mort le 26 octobre 1831 à Saint-Eustache, est un médecin, homme politique, journaliste, professeur et historien canadien.

## Biographie

### Jeunesse et études
Né à Saint-Charles-de-Bellechasse, il fit ses études au séminaire de Québec, alors dirigé par Jean-Joseph Roy. Il réussit ses études classiques après avoir été remarqué pour son intellgicence par l'abbé Louis-Pascal Sarault. Louis-Joseph Papineau et Flavien Lajus comptent parmi ses camarades de classe.
Il étudia la médecine auprès de François Blanchet et fonde un journal appelé Le Courrier de Québec avec Louis Plamondon. Blanchet avait fondé son journal, appelé Le Canadien.
Parti pour Édimbourg, il reçoit son diplôme de la Royal Physical Society avant de revenir à Montréal, où il demeure sur la rue Saint-Paul. Son ami Lajus, qu'il avait retrouvé, le convainc alors d'aller vivre à Saint-Eustache.

### Politique
Se sentant de bonne réputation, il entra en politique en 1827. Avec Jean-Baptiste Lefebvre, il est élu député dans le comté de York en tant que membre du Parti patriote de Papineau en 1827. Il défait Louis-Eustache Lambert Dumont et  John Simpson (en), qui étaient favorables au gouverneur George Ramsay Dalhousie.
En tant que député, il retenait sa fonction de médecin et voyageait beaucoup pour visiter les malades. En chambre, Papineau a souligné son importante contribution à l'éducation. Le docteur Jean-Baptiste Meilleur croyait lui aussi que Labrie avait fait beaucoup pour les étudiants canadiens.

### Littérature
Labrie est l'auteur d'un manuscrit sur l'histoire du Canada et d'un manuel géographique, mais son texte disparut cependant dans un incendie. En tant qu'historien, Labrie avait reçu les félicitations d'Augustin-Norbert Morin, mais Benjamin Sulte lui reprochait toutefois la qualité de son écriture.
Esprit modéré, il s'exerçait à défendre la langue française tout en dénonçant les excès révolutionnaires des radicaux. Son biographe, l'abbé Auguste Gosselin, avait écrit de lui sous des traits admiratifs. Adélard Turgeon s'était dit ému de son action politique en signant la préface. Le médecin Édouard Asselin a aussi contribué aux recherches concernant Jacques Labrie.
Au moment de sa mort, le 26 octobre 1831 à l'âge de 47 ans, le journal La Minerve publiait son éloge en soulignant ses apports remarquables à la construction du Canada. Une école est aujourd'hui nommée en son honneur à Saint-Eustache.